# Campo de Cartagena (vino)
Campo de Cartagena es una indicación geográfica protegida, utilizada para designar los vinos de la tierra elaborados con uvas producidas en la zona vitícola que comprende los municipios de Cartagena, Torre-Pacheco, La Unión, Fuente Álamo, Los Alcázares, San Javier y San Pedro del Pinatar, integrante de la comunidad autónoma de la Región de Murcia, España, y que cumplan unos requisitos determinados.
Esta indicación geográfica fue reglamentada en 2003.

## Variedades de uva
- Tintas:

- Recomendadas: Garnacha Tinta, Monastrell y Tempranillo
- Autorizadas: Bonicaire, Forcallat Tinta, Petit Verdot, Tempranillo, Garnacha Tintorera, Crujidera, Merlot, Syrah y Cabernet Sauvignon.

- Blancas:

- Recomendadas: Airén, Merseguera, Moscatel de Alejandría, Pedro Ximénez, Verdil y Macabeo.
- Autorizadas: Chardonnay, Malvasía, Moravia dulce, Moscatel de Grano Menudo y Sauvignon Blanc.